# Caryopteris incana
Caryopteris incana là một loài thực vật có hoa trong họ Hoa môi. Loài này được (Thunb. ex Houtt.) Miq. mô tả khoa học đầu tiên năm 1865.

## Hình ảnh

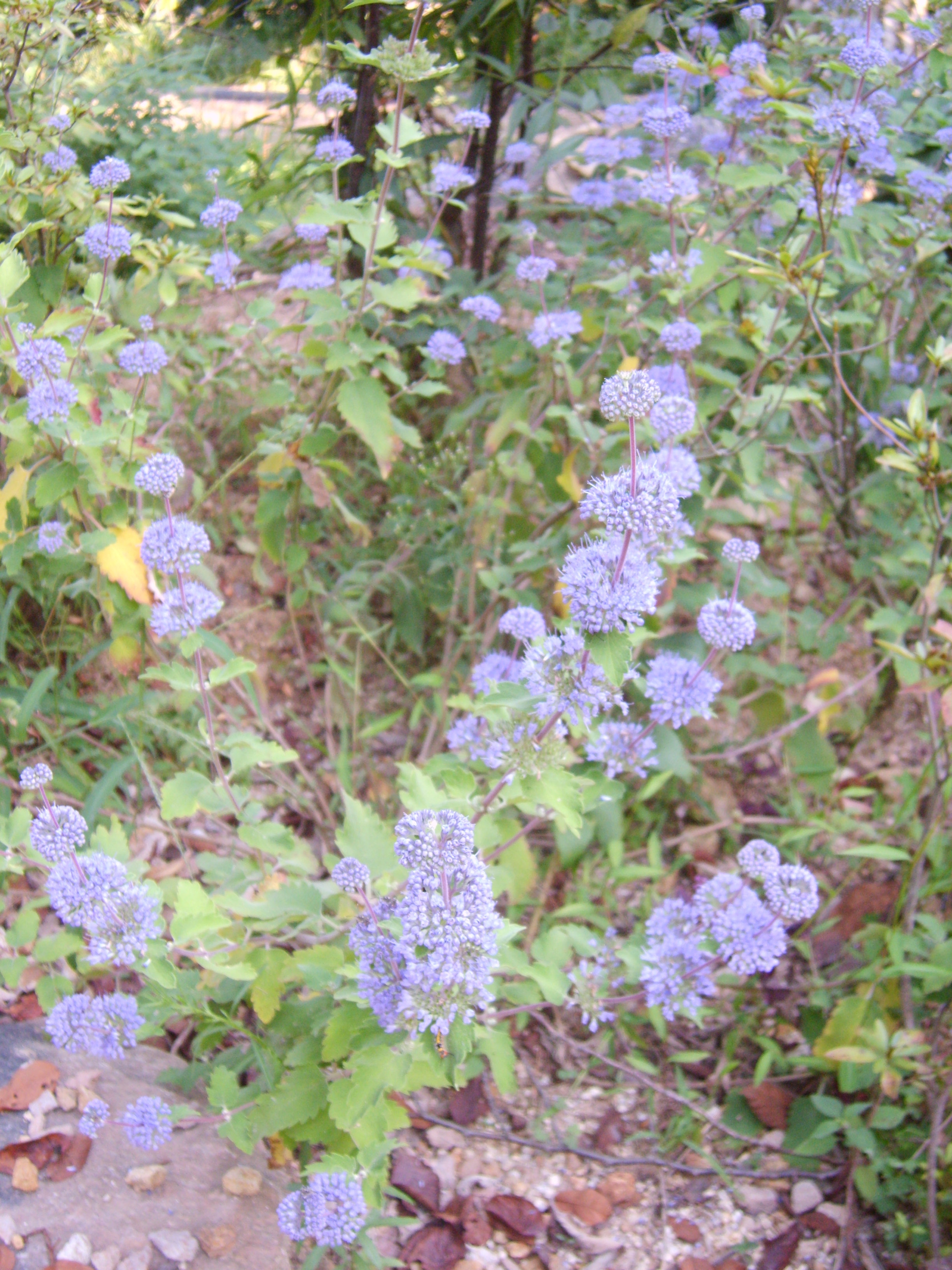
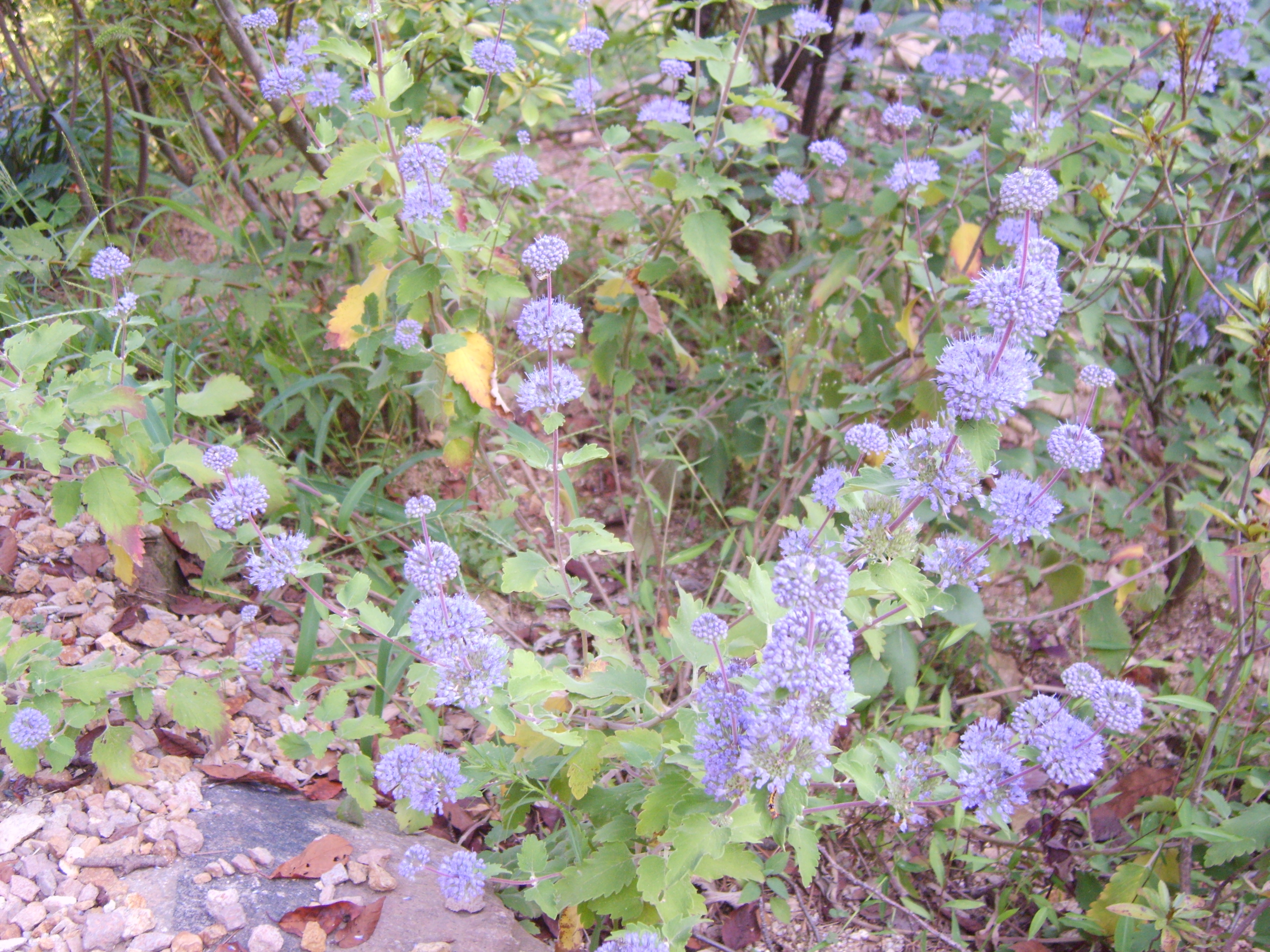
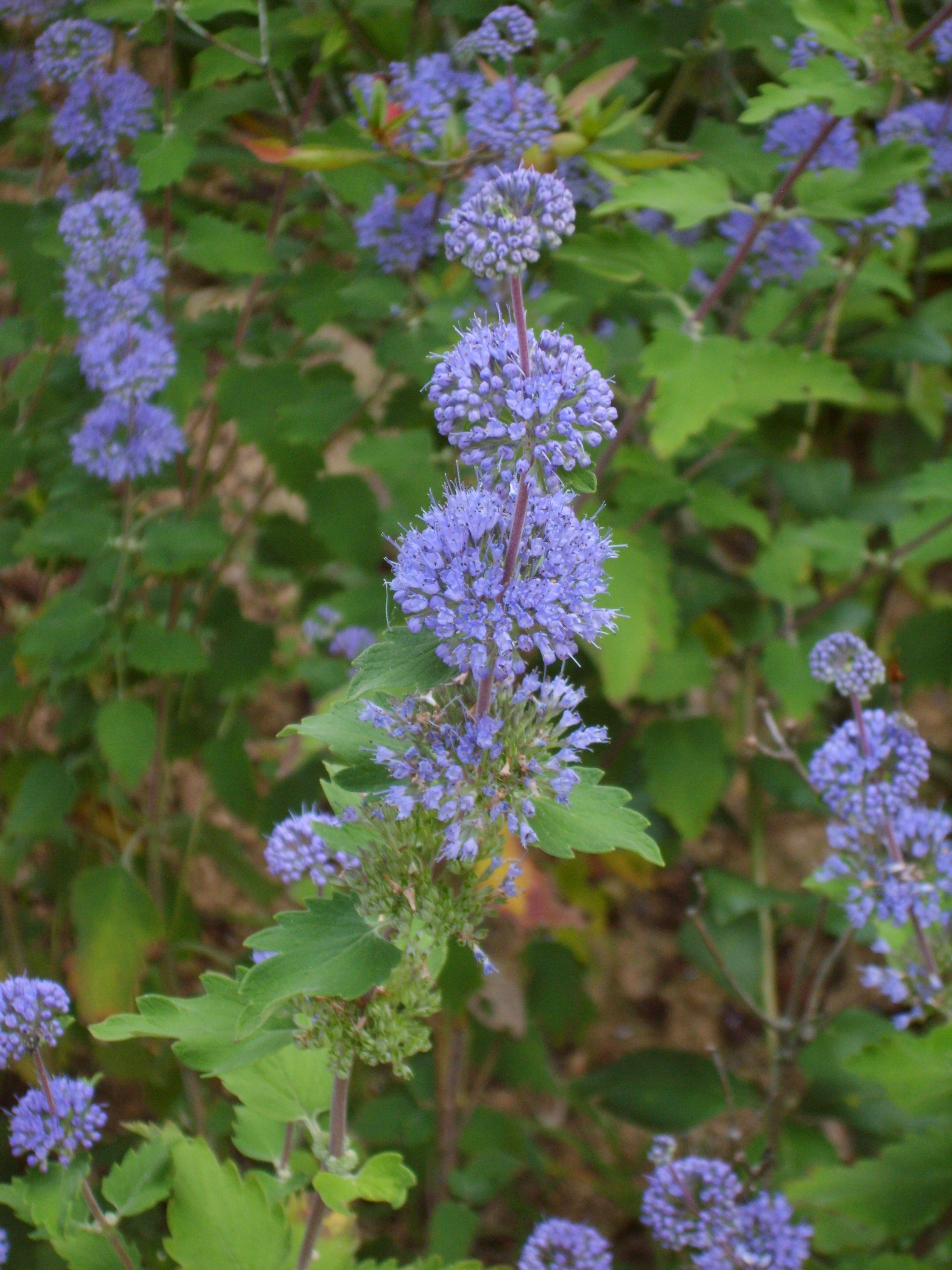
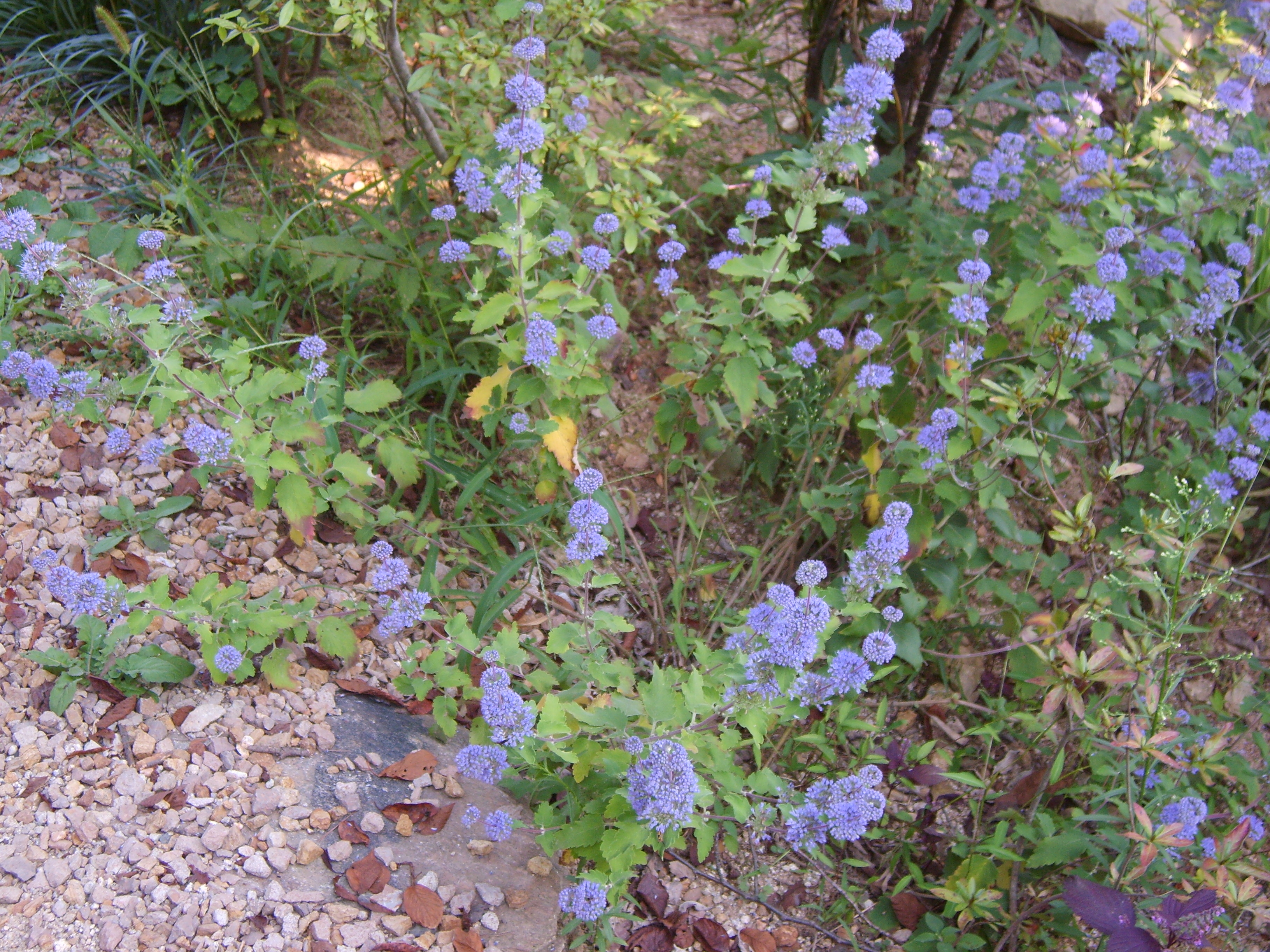